# 2020年東京オリンピックのモンゴル選手団
2020年東京オリンピックのモンゴル選手団は、2021年7月23日から8月8日にかけて日本の首都東京で開催された2020年東京オリンピックのモンゴル選手団、およびその競技結果。

## メダル
| メダル | 選手名                             | 競技       | 種目                     | 日付    |
| ------ | ---------------------------------- | ---------- | ------------------------ | ------- |
| 銀     | サイード・モラエイ                 | 柔道       | 男子81kg級               | 7月27日 |
| 銅     | ムンフバット・ウランツェツェグ     | 柔道       | 女子48kg級               | 7月24日 |
| 銅     | ツェンド＝オチル・ツォグトバータル | 柔道       | 男子73kg級               | 7月26日 |
| 銅     | バト＝オチル・ボロルトゥヤ         | レスリング | 女子フリースタイル53kg級 | 8月6日  |

## 射撃
- 2名[1]